# Truls Gisselman
Truls Gisselman (ur. 8 czerwca 2001) – szwedzki biegacz narciarski, brązowy medalista mistrzostw świata.

## Kariera
Po raz pierwszy na arenie międzynarodowej pojawił się 17 czerwca 2017 w Östersund, gdzie w zawodach juniorskich zajął 9. miejsce w biegu na 2,5 km techniką dowolną. W 2021 roku wystartował na mistrzostwach świata juniorów w Vuokatti, gdzie był siódmy w sztafecie, ósmy na dystansie 30 km techniką klasyczną i dziewiąty w sprincie klasykiem. Na rozgrywanych trzy lata później mistrzostwach świata juniorów w Planicy zdobył brązowy medal w sztafecie mieszanej. Był też między innymi szósty w biegu na 20 km stylem klasycznym podczas mistrzostwa świata juniorów w Whistler w 2023 roku.
W Pucharze Świata zadebiutował 11 marca 2022 w Falun, zajmując 17. miejsce w sprincie techniką klasyczną. Zdobył jednocześnie pierwsze pucharowe punkty. 
Wystartował na mistrzostwach świata w Trondheim w 2025 roku, gdzie wspólnie z Williamem Poromaa, Jensem Burmanem i Edvinem Angerem wywalczył brązowy medal w sztafecie.

## Osiągnięcia

### Mistrzostwa świata
| Miejsce | Dzień   | Rok  | Miejscowość | Konkurencja              | Czas biegu | Strata | Zwycięzca |
| ------- | ------- | ---- | ----------- | ------------------------ | ---------- | ------ | --------- |
| 3.      | 6 marca | 2025 | Trondheim   | Bieg sztafetowy 4×7,5 km | 1:08:13,7  | +21,8  | Norwegia  |

### Mistrzostwa świata juniorów
| Miejsce | Dzień     | Rok  | Miejscowość    | Konkurencja              | Czas biegu | Strata  | Zwycięzca              |
| ------- | --------- | ---- | -------------- | ------------------------ | ---------- | ------- | ---------------------- |
| 24.     | 2 marca   | 2020 | Oberwiesenthal | 10 km stylem klasycznym  | 26:31,7    | +1:28,3 | Gus Schumacher         |
| 39.     | 4 marca   | 2020 | Oberwiesenthal | 30 km stylem dowolnym    | 1:13:39,0  | +7:02,7 | Iver Tildheim Andersen |
| 12.     | 6 marca   | 2020 | Oberwiesenthal | bieg sztafetowy 4×5 km   | 54:54,9    | +3:38,1 | Stany Zjednoczone      |
| 9.      | 9 lutego  | 2021 | Vuokatti       | Sprint stylem klasycznym | 3:08,85    | —       | Niilo Moilanen         |
| 7.      | 13 lutego | 2021 | Vuokatti       | bieg sztafetowy 4×5 km   | 49:45,3    | +1:25,9 | Norwegia               |
| 8.      | 14 lutego | 2021 | Vuokatti       | 30 km stylem klasycznym  | 1:21:22,2  | +41,3   | Aleksandr Iwszin       |

### Mistrzostwa świata młodzieżowców (do lat 23)
| Miejsce | Dzień       | Rok  | Miejscowość | Konkurencja              | Czas biegu | Strata  | Zwycięzca               |
| ------- | ----------- | ---- | ----------- | ------------------------ | ---------- | ------- | ----------------------- |
| 26.     | 26 lutego   | 2022 | Lygna       | Sprint stylem klasycznym | 2:14,95    | —       | Valerio Grond           |
| 7.      | 29 stycznia | 2023 | Whistler    | Sprint stylem klasycznym | 2:46,20    | —       | Ansgar Evensen          |
| 6.      | 31 stycznia | 2023 | Whistler    | 20 km stylem klasycznym  | 1:01:40,0  | +6,0    | Jonas Vika              |
| 18.     | 3 lutego    | 2023 | Whistler    | 10 km stylem dowolnym    | 22:52,1    | +1:12,9 | Martin Kirkeberg Mørk   |
| 49.     | 6 lutego    | 2024 | Planica     | Sprint stylem dowolnym   | 2:15,78    | —       | Aleksander Elde Holmboe |
| 13.     | 8 lutego    | 2024 | Planica     | 20 km stylem dowolnym    | 46:37,3    | +2:09,3 | Mathis Desloges         |
| 17.     | 10 lutego   | 2024 | Planica     | 10 km stylem klasycznym  | 24:22,6    | +1:06,1 | Mathias Holbæk          |
| 3.      | 11 lutego   | 2024 | Planica     | bieg sztafetowy 4×5 km   | 50:09,7    | +0,8    | Kanada                  |

### Puchar Świata

#### Miejsca w klasyfikacji generalnej
| Sezon     | Miejsce |
| --------- | ------- |
| 2021/2022 | 107.    |
| 2022/2023 | 121.    |
| 2023/2024 | 78.     |
| 2024/2025 | 44.     |

#### Miejsca na podium w zawodach indywidualnych Pucharu Świata chronologicznie
Gisselman nie stawał na podium zawodów PŚ.